# Crenicichla regani
Crenicichla regani är en fiskart som beskrevs av Ploeg, 1989. Crenicichla regani ingår i släktet Crenicichla och familjen Cichlidae. Inga underarter finns listade i Catalogue of Life.